# 黑措根魏爾湖

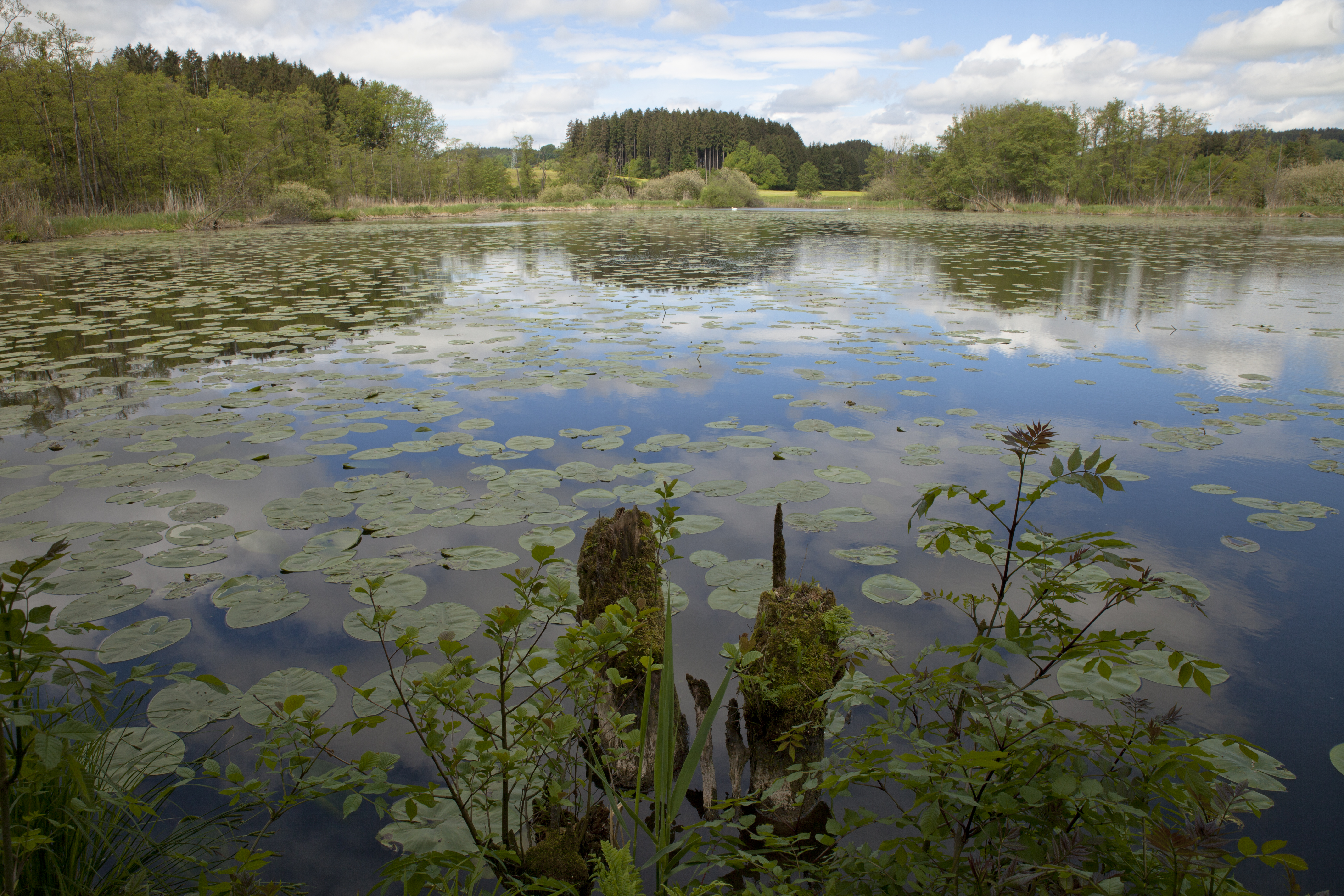

47°41′42″N 9°43′16″E / 47.69500°N 9.72111°E
黑措根魏爾湖（德語：Herzogenweiher），是德國的湖泊，位於該國西南部，由巴登-符騰堡州負責管轄，處於拉芬斯堡縣，面積0.03平方公里，海拔高度550米，平均水深0.9米，最大水深1.6米，水體容量2.6萬立方米。